# Тёрнбулл, Малкольм
Ма́лкольм Блай Тёрнбулл (англ. Malcolm Bligh Turnbull; род. 24 октября 1954 года, Сидней, Австралия) — австралийский политический деятель. Премьер-министр Австралии с 15 сентября 2015 года по 24 августа 2018 года. В 2008—2009 годах и в 2015-2018 годах лидер Либеральной партии Австралии и глава оппозиции в парламенте (2008—2009).

## Биография
Малкольм Тёрнбулл родился в крупнейшем австралийском городе Сиднее в октябре 1954 года. Учился в Австралии и Великобритании.
Член парламента Австралии с 2004 года от округа Вентворс (Новый Южный Уэльс). В январе-декабре 2007 года министр охраны окружающей среды. С 18 сентября 2013 года министр связи.
На выборах 2010 года Тёрнбулл был переизбран в парламент. На внутрипартийных выборах 14 сентября 2015 года обошёл действующего главу правительства Эбботта и вновь возглавил Либеральную партию. На следующий день он вступил в должность главы правительства.
Премьер-министр Австралии Малкольм Тёрнбулл пообещал провести референдум об ЛГБТ-браках до конца 2016 года в случае, если его коалиция удержит парламентское большинство после выборов (которые состоялись 2 июля 2016 года).
24 августа 2018 года Питер Даттон оспорил лидерство Тёрнбулла и состоялись выборы, в которых также принял участие министр финансов Моррисон и министр иностранных дел Джули Бишоп. Во втором туре голосования 45 голосами против 40 Моррисон победил Даттона.